# 復帰準備委員会
復帰準備委員会（ふっきじゅんびいいんかい）は、1970年3月3日に那覇市で発足した委員会。日米琉の代表が復帰に向けての対策などを話し合った。
日本政府から派遣される大使級の「政府代表」と米国政府を代表する高等弁務官によって構成され、琉球政府の行政主席が「顧問」として参加した。
委員会の主な任務として、
- 復帰準備のための原則および指針にしたがい、現地でとられるべき措置および実施計画の確定
- 必要な調査および研究の実施
- 復帰準備についての日米両国政府に対する必要な勧告の作成および委員会の活動につき、随時報告すること

などが定められた。
常置の機関として、「総務」「施政権移転」「地位協定」「産業経済」の小委員会が置かれた。
この委員会を通じて、琉球列島米国民政府の権限委譲や日本政府の行政的関与などが合意された。